# Friedrich Meyersburg
Friedrich Wilhelm Bernhard Meyersburg (* ca. 1829 in Bovenden; † 12. Januar 1893 in Celle) war ein deutscher Rechtsanwalt und Kommunalpolitiker.

## Leben
Friedrich Meyersburg kam aus Bovenden und studierte seit 1847 Rechtswissenschaften an der Georg-August-Universität Göttingen. Er wurde am 22. Januar 1848 Mitglied des Corps Hanseatia II Göttingen, welches am 19. Februar 1848 Tradition, Namen und Farben des seinerzeit suspendierten Corps Hannovera Göttingen übernahm und fortführte. Nach bestandenen Examen wandte er sich der Advokatur zu und wurde Obergerichtsanwalt und Justizrat am Obergericht in Celle. Zu seinen bekannteren überlieferten Fällen gehörte die Insolvenzverwaltung über den Nachlass des Bankiers Carl Hostmann, der sich in Begründung des Bergbaus bei Peine mit der notwendigen Kapitalisierung der „Bergbau- und Hütten-Gesellschaft zu Peine“ finanziell übernommen hatte und Anfang 1858 aus dem Leben geschieden war. Meyersberg rückte auch in den Aufsichtsrat der von Hostmanns Schwiegersohn Carl Haarmann gemeinsam mit Fritz Hurtzig geführten Auffanggesellschaft, der Ilseder Hütte, ein, die zum größten Industriebetrieb im Königreich Hannover wurde. Meyersburg verfasste zahlreiche Schriften vorwiegend juristischen Inhalts.
Als Liberaler Kommunalpolitiker war er langjährig Bürgervorsteher und Kirchenvorsteher in Celle.